# San Martino Siccomario
San Martino Siccomario ist eine norditalienische Gemeinde (comune) mit 6388 Einwohnern (Stand 31. Dezember 2023) in der Provinz Pavia in der Lombardei. Die Gemeinde liegt etwa 3 Kilometer südsüdwestlich von Pavia zwischen Ticino und Po im Val del Ticino. San Martino Siccomario ist Teil des Parco naturale lombardo della Valle del Ticino.

## Geschichte
Schon Anfang des 10. Jahrhunderts taucht ein San Martino in Terra Arsa auf. Dieser Name ändert sich. 1099 weist eine Urkunde schließlich diesen Ort als San Martino del Siccomario, aus Sigemarium gebildet, aus. 

## Verkehr
In San Martino Siccomario treffen sich die Autostrada A54 (Stadtautobahn Pavias), die frühere Strada Statale 596 dei Cairoli (heute Provinzstraße) und die Strada Statale 35 dei Giovi (heute Regionalstraße). Annähernd auf der Gemeindegrenze zur Nachbargemeinde Cava Manara liegt der Bahnhof, der beide Gemeinden hinsichtlich der Strecken Mailand–Genua und Pavia–Stradella bedient.